# Eprapah Creek
Eprapah Creek är ett vattendrag i Australien. Det ligger i delstaten Queensland, omkring 29 kilometer öster om delstatshuvudstaden Brisbane. Genomsnittlig årsnederbörd är 1 424 millimeter. Den regnigaste månaden är januari, med i genomsnitt 275 mm nederbörd, och den torraste är oktober, med 21 mm nederbörd.